# زلزال ساموس 1904
زلزال ساموس 1904 هو زلزالٌ وقعَ في ساموس في اليونان بتاريخ 11 أغسطس 1904 .